# The Social Highwayman
The Social Highwayman é um filme de comédia mudo produzido nos Estados Unidos e lançado em 1926.